# H. E. Bourassa
H. E. Bourassa war ein kanadischer Hersteller von Automobilen.

## Unternehmensgeschichte
Henri-Emile Bourassa gründete 1899 das Unternehmen in Montreal. Er stellte verschiedene Einzelstück her, einige davon im Kundenauftrag. Der Markenname lautete Bourassa. Außerdem entwarf er zwei Modelle für Ledoux Carriage. 1926 endete die Produktion.

## Fahrzeuge
Das erste Fahrzeug war ein zweisitziger Runabout. Später entstand ein Tourenwaren mit sieben Sitzen.
Das bekannteste Modell war der Six, der 1926 fertiggestellt wurde. Die Basis bildete ein Fahrgestell von der Rickenbacker Motor Company. Ein selbst hergestellter Sechszylindermotor mit seitlichen Ventilen trieb das Fahrzeug an. Nach sechs Jahren Nutzung wurde das Fahrzeug verschrottet.